# 坂本站
坂本站（日语：〔〕／ Sakamoto eki */?）是位於熊本縣八代市坂本町，屬於九州旅客鐵道（JR九州）肥薩線的車站。

## 車站構造
本站為擁有相對式月台2面2線的地面車站，過去的月台配置為2面3線，並且包含1股通過線。目前上行月台還殘留蒸汽時代D51的停止位置標示與貨物月台。本站於1986年11月降級為簡易委託站，並在2008年11月後成為無人車站。

### 月台配置
| 月台 | 路線    | 方向 | 目的地                 |
| ---- | ------- | ---- | ---------------------- |
| 1    | ■肥薩線 | 上行 | 八代、新八代、熊本方向 |
| 2    | ■肥薩線 | 下行 | 人吉、吉松方向         |

## 車站周邊
- 熊本縣道158號中津道段線 - 位於站前
- 八代市 坂本支所（原坂本村公所）
- 坂本郵局
- 熊本縣營荒瀬大壩
- 國道219號 - 位於對岸。
- 八代市立坂本中學校 - 位於對岸。
- 八代市立八龍小學 - 位於對岸。
- 舊深水發電廠 - 從本站與葉木站間可發現以煉瓦建造的建築物。

## 歷史
- 1908年（明治41年）6月1日 - 由鐵道省設立。
- 1986年（昭和61年）11月1日 - 導入電子閉塞裝置，成為簡易委託站。
- 1987年（昭和62年）4月1日 - 國鐵分割民營化後成為九州旅客鐵道（JR九州）轄下的車站。
- 2007年（平成19年）11月30日 - 於近代史上扮演著物資輸送的角色，入選南九州近代化産業遺産群。
- 2008年（平成20年）11月 - 廢止簡易委託站，降為無人站。

## 相鄰車站
九州旅客鐵道
肥薩線
- 特急「伊三郎號、新平號」「翡翠號、山翡翠號」、臨時快速「SL人吉」停靠站

■快速
八代－坂本－白石
■普通
段－坂本－葉木

## 外部連結
- JR九州 – 坂本車站（页面存档备份，存于）